# Давыдовка (Костанайская область)
Давыдовка (каз. Давыдов) — упразднённое село в Фёдоровском районе Костанайской области Казахстана. Ликвидировано в 2009 году. Входило в состав Пешковского сельского округа.

## Население
В 1989 году население села составляло 384 человека. Национальный состав: немцы.
В 1999 году население села составляло 18 человек (11 мужчин и 7 женщин).